# Šebestián z Arménie
Svatý Šebestián z Arménie byl mnich a mučedník v Arménii. Je uváděn spolu se svatým Dionýsiem a Emiliánem.
Jeho svátek se slaví 8. února.